# Sonate pour violoncelle et piano no 1 de Mendelssohn
Pour les articles homonymes, voir Sonate pour violoncelle et piano.
La Sonate pour violoncelle et piano no 1 en si bémol majeur opus 45 (MWV Q 27) est composée par Felix Mendelssohn en 1838. Le jugement de son auteur fut sévère car il écrit à Ferdinand Hiller : « je te l'envoie seulement à cause de la jolie couverture, autrement elle ne vaut pas grand-chose. »

## Structure
1. Allegro
2. Andante
3. Allegro

- Durée d'exécution : vingt quatre minutes.